# Max-Delbrück-Centrum für Molekulare Medizin in der Helmholtz-Gemeinschaft

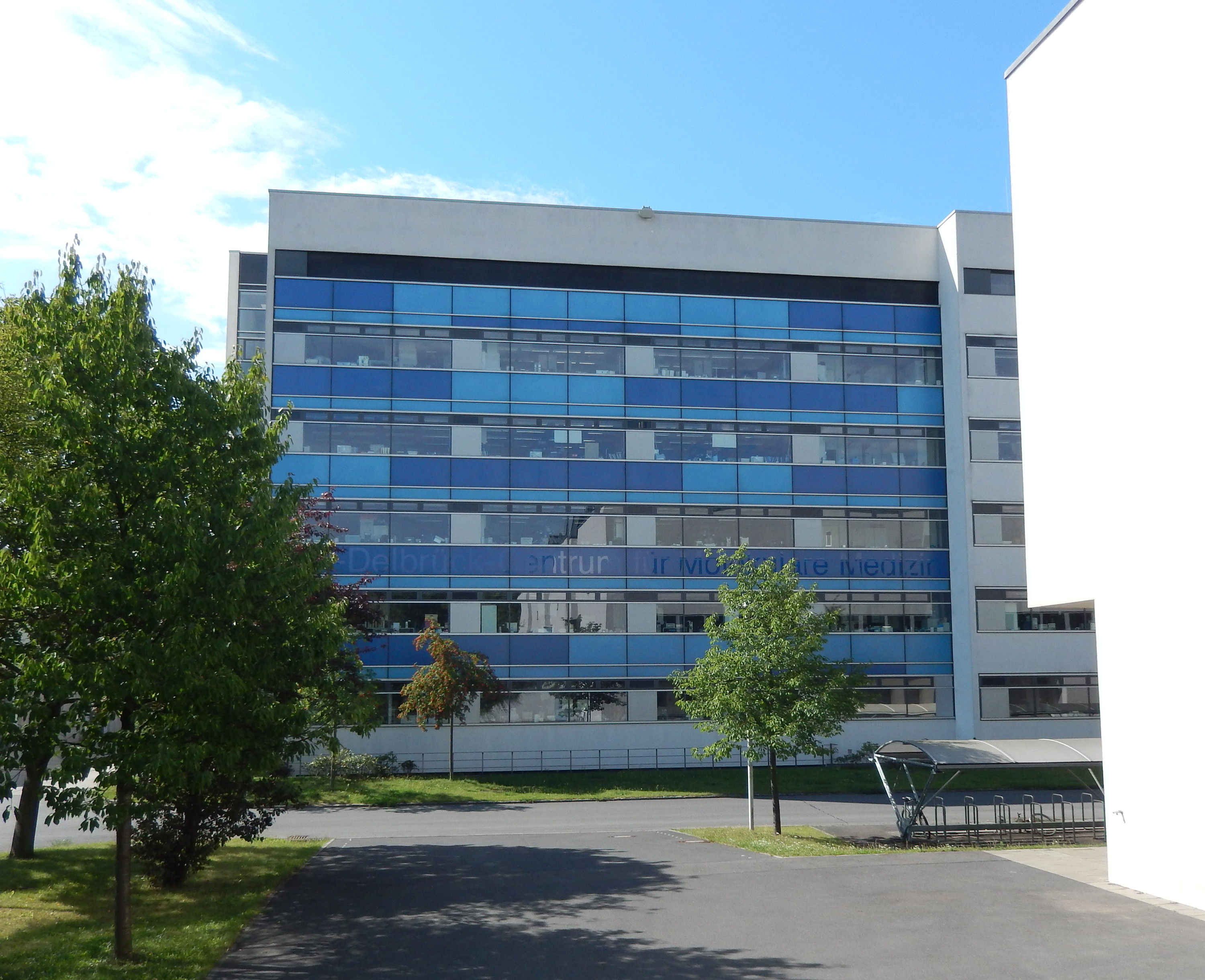
Max-Delbrück-Haus des Max Delbrück Center

Das Max-Delbrück-Centrum für Molekulare Medizin in der Helmholtz-Gemeinschaft (Max Delbrück Center) in Berlin-Buch, im Nordosten Berlins gelegen, ist eine von 18 Einrichtungen der Helmholtz-Gemeinschaft Deutscher Forschungszentren. Es verbindet die molekularbiologische Grundlagenforschung mit klinischer Forschung und widmet sich den Forschungsschwerpunkten Systemmedizin und Herz-Kreislauf-Erkrankungen.
Benannt ist das Forschungszentrum nach dem in Berlin geborenen Biophysiker und Nobelpreisträger Max Delbrück.

## Historie

### Vorgeschichte
Das Forschungszentrum wurde im Zuge der deutschen Wiedervereinigung im Januar 1992 in Berlin-Buch gegründet. Gründungsdirektor war der Heidelberger Mediziner Detlev Ganten. Es ist die Nachfolgeeinrichtung von drei bis 1990 zur Akademie der Wissenschaften der DDR gehörenden Institutionen: des Zentralinstituts für Molekularbiologie, des Zentralinstituts für Krebsforschung und des Zentralinstituts für Herz-Kreislaufforschung, die aus dem ab 1947 in Berlin-Buch bestehenden Institut für Medizin und Biologie entstanden waren.

### Organisatorische Entwicklungen
1995 begann die Mitgliedschaft in der Helmholtz-Gemeinschaft Deutscher Forschungszentren. Mit der Verleihung des Deutschen Zukunftspreises Ende November 2001 durch Bundespräsident Johannes Rau wurde das „Max Delbrück Communications Center“ eröffnet. Die Einweihung des Timoféeff-Ressovsky-Hauses erfolgte im Sommer 2006; es dient seither dem Max Delbrück Center und dem Leibniz-Forschungsinstitut für Molekulare Pharmakologie für die medizinische Genomforschung. Seit 2007 betreiben die Charité und das Max Delbrück Center ein gemeinsames Forschungszentrum: das „Experimental and Clinical Research Center“ (ECRC). 2008 nahm das „Berliner Institut für Medizinische Systembiologie“ (MDC-BIMSB) seine Arbeit auf. Im Jahr 2013 zählte das Max Delbrück Center zu den 13 Gründungsmitgliedern der EU-LIFE-Allianz, einem Netzwerk europäischer Forschungszentren der Lebenswissenschaften zur Förderung der Spitzenforschung. Im April desselben Jahres wurde das „Max-Rubner-Haus“ eröffnet, das Wissenschaftlern bei der Erforschung von Stoffwechselvorgängen dient. Ebenfalls im Jahr 2013 nahm das Berliner Institut für Gesundheitsforschung (englisch: Berlin Institute of Health at Charité (BIH)) seine Arbeit auf, eine gemeinsame Einrichtung von Charité und Max Delbrück Center für Translation und Präzisionsmedizin. Seit dem 1. Januar 2021 gehört das BIH zum Translationsforschungsbereich der Berliner Charité und bildet neben Klinikum und Medizinischer Fakultät deren dritte Säule; das Max Delbrück Center ist seither Privilegierter Partner des BIH. Im Februar 2019 eröffnete Bundeskanzlerin Angela Merkel das Laborgebäude des MDC-BIMSB in Berlin-Mitte. Im Jahr darauf zählte das Max Delbrück Center zu den Gründern von BR50, ein Verbund außeruniversitärer Forschungseinrichtungen, der die Region Berlin-Brandenburg als Wissenschaftsstandort stärken soll. Das „Käthe-Beutler-Haus“ wurde im März 2021 eröffnet, es dient der Translationalen Vaskulären Biomedizin. Das Max Delbrück Center und die Universität Heidelberg gründeten im Sommer 2023 das Helmholtz-Institut für translationale AngioCardioScience (HI-TAC). Es soll an einem Frühwarnsystem für Herz-Kreislauf-Erkrankungen forschen.

### Leitungen
Gründungsdirektor war der Heidelberger Mediziner Detlev Ganten, der danach Leiter der Charité wurde. Von 2004 bis 2009 war Walter Birchmeier wissenschaftlicher Direktor des Max Delbrück Center. Ihm folgte von 2009 bis 2014 Walter Rosenthal. Thomas Sommer war von 2014 an Interimsdirektor, bis Martin Lohse am 1. April 2016 die Position des Vorstandsvorsitzenden und wissenschaftlichen Vorstands antrat. Im Mai 2019 legte Martin Lohse nach Unregelmäßigkeiten bei einem Berufungsverfahren für das „Berliner Institut für Gesundheitsforschung“ sein Amt nieder. Kommissarischer Wissenschaftlicher Vorstand war seitdem erneut Thomas Sommer. Seit 1. November 2022 ist Maike Sander Wissenschaftliche Vorständin und Vorstandsvorsitzende.

## Forschungsprogramm
Ziel der Forschung am Max Delbrück Center ist es, die Ursachen von Krankheit und Gesundheit auf der kleinsten Ebene, von den elementarsten Bausteinen bis zu organübergreifenden Mechanismen, zu untersuchen. Die Teams wollen herausfinden, was das natürliche Gleichgewicht in einzelnen Zellen – in einem Organ oder im ganzen Körper – steuert oder stört. Die Forschungen lassen sich in folgende große Themenbereiche untergliedern:
- Gene, Zellen und zellbasierte Medizin
- Molekulare Prozesse und Therapien
- Integrative Biomedizin

Der vierte Schwerpunkt, „Cross-Cutting Areas“ (Querschnittsthemen) genannt, befasst sich mit
- Data Science und Künstlicher Intelligenz
- Immunologie und Inflammation
- Single-Cell-Ansätzen (Einzelzell-Technologien) für die personalisierte Medizin
- Translation auf dem Gebiet der vaskulären Biomedizin („Berlin Center for Translational Vascular Biomedicine“)

Ein besonderer Fokus des Max Delbrück Center ist die Systembiologie, für das es 2008 eigens das „Berliner Institut für Medizinische Systembiologie“ (MDC-BIMSB) gründete.

## Technologie-Plattformen
Zur wissenschaftlichen Infrastruktur des Max Delbrück Center zählen 18 Technologie-Plattformen (Stand: 2023). Sie unterstützen und entwickeln etablierte und standardisierte Technologien ebenso wie solche, die sich noch in der Erkundung, Entwicklung oder Erforschung befinden. Die Technologie-Plattformen stellen Geräte, Methoden und Ressourcen bereit und arbeiten in kollaborativen Wissenschaftsprojekten und in der Technologieentwicklung mit. So ist zum Beispiel die „Kryo-EM Core Facility“ seit März 2021 verfügbar, ein Kryo-Elektronenmikroskop, das biologische Moleküle auf Nanometerebene in höchster Auflösung sichtbar machen kann. Eine andere dieser Plattformen stellt der Forschung Organoide zur Verfügung.

## Kooperationen
Das Max Delbrück Center kooperiert intensiv mit der Charité. Zentrale Institutionen dieser Zusammenarbeit sind das ECRC und das BIH. Ziel der Arbeit des ECRC ist die Umsetzung grundlagenwissenschaftlicher Erkenntnisse in die klinische Anwendung, um die Diagnose, Prävention und Therapie  häufiger Erkrankungen (Herz-Kreislauf- und Stoffwechselerkrankungen, Krebs, neurologische Erkrankungen) zu verbessern. Zentrales Ziel des BIH ist die Förderung der Translation; biomedizinische Erkenntnisse werden dabei in neue praktische Ansätze zur personalisierten Prognose, Prävention, Diagnostik und Therapie überführt, um die Gesundheit Einzelner und der Gesellschaft insgesamt zu fördern.
Das Max Delbrück Center arbeitet darüber hinaus im Bereich „Helmholtz Health“ mit weiteren Zentren der Helmholtz-Gemeinschaft zusammen. Das sind konkret das Deutsche Krebsforschungszentrum, das Deutsche Zentrum für Neurodegenerative Erkrankungen, das Helmholtz-Zentrum Dresden-Rossendorf, das Helmholtz-Zentrum für Infektionsforschung und Helmholtz Munich. Hier werden fünf Forschungsprogramme verfolgt. Gemeinsam mit der Leibniz-Gemeinschaft, deutschen Universitäten, Universitätskliniken, Bundes- und Landesinstituten und der Fraunhofer-Gesellschaft wird darüber hinaus seit 2014 eine bundesweite Langzeit-Gesundheitsstudie durchgeführt, die NAKO Gesundheitsstudie.
Neben Einzelstudien, bei denen das Max Delbrück Center mit Dritten kooperiert, wie zum Beispiel mit den Berliner Wasserbetrieben und dem Labordienstleister Amedes bei neuen Methoden zur Abwasseruntersuchung oder mit verschiedenen deutschen Universitäten, dem Herz- und Diabeteszentrum Nordrhein-Westfalen und dem Deutschen Zentrum für Herz-Kreislauf-Forschung bei der Suche nach Ursachen von Herzmuskelerkrankungen, ist das Max Delbrück Center an umfassenden nationalen Forschungskooperationen beteiligt, wie beispielsweise im Rahmen der „Nationalen Dekade gegen Krebs“ im Nationalen Centrum für Tumorerkrankungen oder im Deutschen Zentrum für Herz-Kreislauf-Forschung. An großen internationalen Forschungskooperationen nimmt das Max Delbrück Center ebenfalls teil. So wirkt es an der Erstellung des Herzatlas' mit, einem Teilprojekt des „Human Cell Atlas“. Die Erstellung des „Fly Cell Atlas“ (Fliegenatlas) trieb es ebenfalls voran, ebenso die Erforschung chronischer Krankheiten mit hoher Morbidität und Mortalität (wie kardiometabolische oder neurodegenerative Krankheiten) sowie Krebs im „NOVA Institute for Medical Systems Biology“ (NIMSB) in Portugal.
Seit 2020 ist das Max Delbrück Center Mitglied von BR50. Dieser Verbund außeruniversitärer Forschungseinrichtungen soll die Region Berlin-Brandenburg als Wissenschaftsstandort stärken. Kooperationen finden auch auf europäischer Ebene statt. Ein Beispiel ist die EU-LIFE-Allianz, die in den Lebenswissenschaften Spitzenforschung fördern will.

## Spin-offs
Mehrfach gab es aus der Arbeit des Max Delbrück Center heraus Unternehmensgründungen. Zu diesen Spin-offs gehören:
| Jahr | Unternehmen                                                   | Gegenstand |
| ---- | ------------------------------------------------------------- | --- |
| 1997 | EPO Experimentelle Pharmakologie & Onkologie Berlin-Buch GmbH | Prüfung neuer onkologischer Therapeutika und Diagnostika in präklinischen Modellen |
| 2010 | MRI.TOOLS GmbH                                                | Forschung und Entwicklung, Produktion, Vertrieb und Service von Hardware, Software, Zubehör und Dienstleistungen für die diagnostische und biomedizinische Bildgebung und die Medizintechnik |
| 2013 | OMEICOS Therapeutics GmbH                                     | Forschungen zur Erschließung des therapeutischen Potenzials synthetischer Analoga der Epoxyeicosanoide (Metaboliten von Omega-3-Fettsäuren) gegen Herz-Kreislauf- und Augenkrankheiten       |
| 2014 | Berlin Cures Holding AG                                       | Entwicklung von Wirkstoffen gegen bestimmte Autoimmunerkrankungen |
| 2015 | T-Knife GmbH                                                  | Krebstherapien, insbesondere T-Zellen-Therapien |
| 2021 | MyoPax GmbH                                                   | Entwicklung, Produktion und Vertrieb von Arzneimitteln gegen Muskeldefekte, generalisierten Muskelschwund und genetisch bedingte Muskelkrankheiten                                           |

Teams des Max Delbrück Center, die geeignete Projekte und Interesse an einer Ausgründung haben, werden durch spezielle Fördermittel unterstützt.

## Outreach und Wissenstransfer
Um die allgemeine Öffentlichkeit über die Forschung und Arbeit im Max Delbrück Center zu informieren, sie zu beteiligen und sie dafür zu interessieren, ergreift die Forschungseinrichtung Outreach-Maßnahmen. Dazu zählen die Beteiligung an der Langen Nacht der Wissenschaften und Veranstaltungen im Zuge der „Berlin Science Week“. Auf Schulen zielen Veranstaltungen in der Lehrerfortbildung ab („Labor trifft Lehrer*in“) sowie das Lehrlabor-Angebot „Gläsernes Labor“.

## Finanzierung
Das Max Delbrück Center wird zu 90 Prozent vom Bund und zu zehn Prozent vom Land Berlin und über zusätzlich eingeworbene Drittmittel finanziert. Die Höhe der Grundfinanzierung lag 2022 bei 105,5 Mio. Euro, die Höhe der Drittmittel und sonstigen Einnahmen betrug 36,6 Mio. Euro.

## Kontroversen um Tierversuche
Das Forschungszentrum unterzeichnete 2012 die Basler Deklaration zur tierexperimentellen Forschung, die zu höchsten ethischen Standards bei der tierexperimentellen Arbeit verpflichtet und einen offenen Dialog über den Einsatz von Tieren in der Forschung fordert. In der Deklaration wird die Notwendigkeit von Tierversuchen für die medizinische Grundlagenforschung unterstrichen und das Festhalten an Tierversuchen mit Primaten gefordert. Das Max Delbrück Center ist Mitglied der European Animal Research Association (EARA).
Anfang 2012 wurden Pläne des Berliner Senats bekannt, den ab 2013 geplanten Neubau für ein neues In-vivo-Pathophysiologie-Labor am Max-Delbrück-Centrum in Berlin-Buch mit 24 Millionen Euro zu unterstützen, wodurch etwa die Maushaltungskapazitäten des Instituts um 14 % auf etwa 64.800 Tiere steigen sollten. Das Gebäude mit dem Namen „Präklinisches Forschungszentrum“ nahm 2020 den Betrieb auf. Nach damaligen Medienberichten hatte das Max Delbrück Center sich 2012 Versuche mit über 450.000 Tieren in den nächsten vier Jahren genehmigen lassen. Tierschutzorganisationen und die Grünen-Politikerin Claudia Hämmerling kritisierten damals die Pläne und warfen der Berliner Koalition aus SPD und CDU Wortbruch vor, da diese im Koalitionsvertrag eine Einschränkung der Tierversuche vereinbart hatte. Der tierschutzpolitische Sprecher der Berliner SPD, Daniel Buchholz, verteidigte das Vorhaben mit Hinweis auf die Bedeutung für den Forschungsstandort Berlin. 2018 versuchte der Verein „Ärzte gegen Tierversuche“, dem Forschungszentrum einen Schmähpreis für „grausame“ Experimente zu verleihen und machte dafür die Namen der beteiligten Forscher öffentlich. Das Vorhaben scheiterte, nachdem die Belegschaft und die Leitung des Zentrums sich zwar für Kritik und Gespräche bereit zeigten, aber die persönlichen Angriffe als „nicht akzeptabel“ zurückwiesen.
2021 wurde das Max Delbrück Center mit dem Siegel „Transparente Tierversuche“ ausgezeichnet. Die Initiative „Tierversuche verstehen“ lobte, dass das Institut seine Informationen zu Versuchstierzahlen, dem 3R-Prinzip – Tierversuche vollständig vermeiden (Replacement), Zahl der Tiere minimieren (Reduction) und ihr Leiden auf das unerlässliche Maß beschränken (Refinement) – sowie zur Entwicklung und Verwendung alternativer Forschungsmethoden transparent und verständlich darstelle. Auch die Solidarität unter den Mitarbeitenden wurde bei der Auszeichnung hervorgehoben. Im selben Jahr beteiligte sich das Max Delbrück Center an einer Initiative zur Stärkung alternativer Methoden in der biomedizinischen Forschung, die das Gewicht des Tierschutzes stärken sollen („Einstein-Zentrum 3R“).

## Max-Delbrück-Medaille
Das Forschungszentrum verlieh von 1992 bis 2013 jährlich die Max-Delbrück-Medaille im Rahmen der Berlin Lectures on Molecular Medicine.